# 第二次世界大戦戦勝記念章

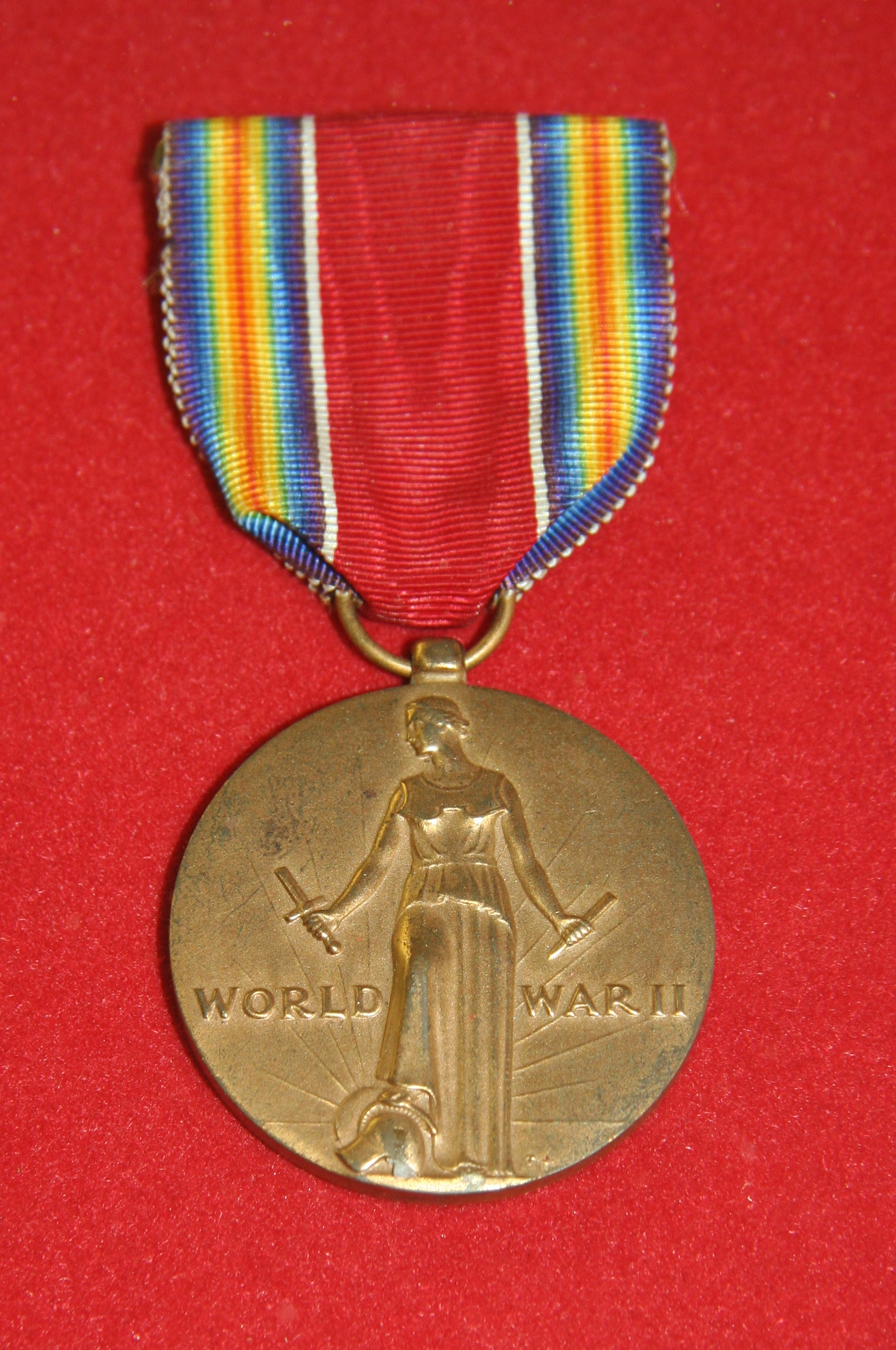

第二次世界大戦戦勝記念章（World War II Victory Medal）は1945年7月6日の議会法（公法135号、第79議会）により制定され、1945年の陸軍省公報12号第5節により公布されたアメリカ軍の勲章。
第一次世界大戦の戦勝記念章がこれに相当する。

## 歴史
第二次世界大戦戦勝記念章はトーマス・H・ジョーンズによってデザインされ、1946年2月5日に陸軍長官によって承認された。リボンから完全なメダルへと移行したのは、第二次世界大戦が終結した後であった。第二次世界大戦勝利勲章は当初、「勝利のリボン」と呼ばれる略綬として発行された。
1941年12月7日から1946年12月31日の間に現役兵として、または予備兵として従軍したアメリカ軍の軍人に授与された。
1946年8月8日、第二次世界大戦中に従軍したアメリカ商船隊員のために、商船隊第二次世界大戦戦勝記念章が別途制定された。

## 授与基準
1941年12月7日から1946年12月31日までに従軍したアメリカ軍のすべての隊員に授与資格があったため、1200万人以上の受章者がおり、第二次世界大戦戦勝記念章は国土防衛従軍章に次いで、アメリカ合衆国の軍事章として広く授与されるようになった。

## 外観
ブロンズメダルの直径は32mm。

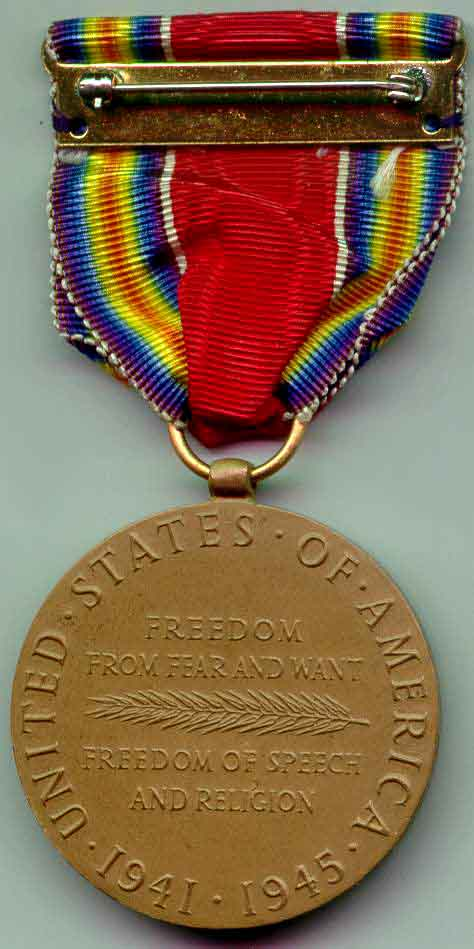
裏面
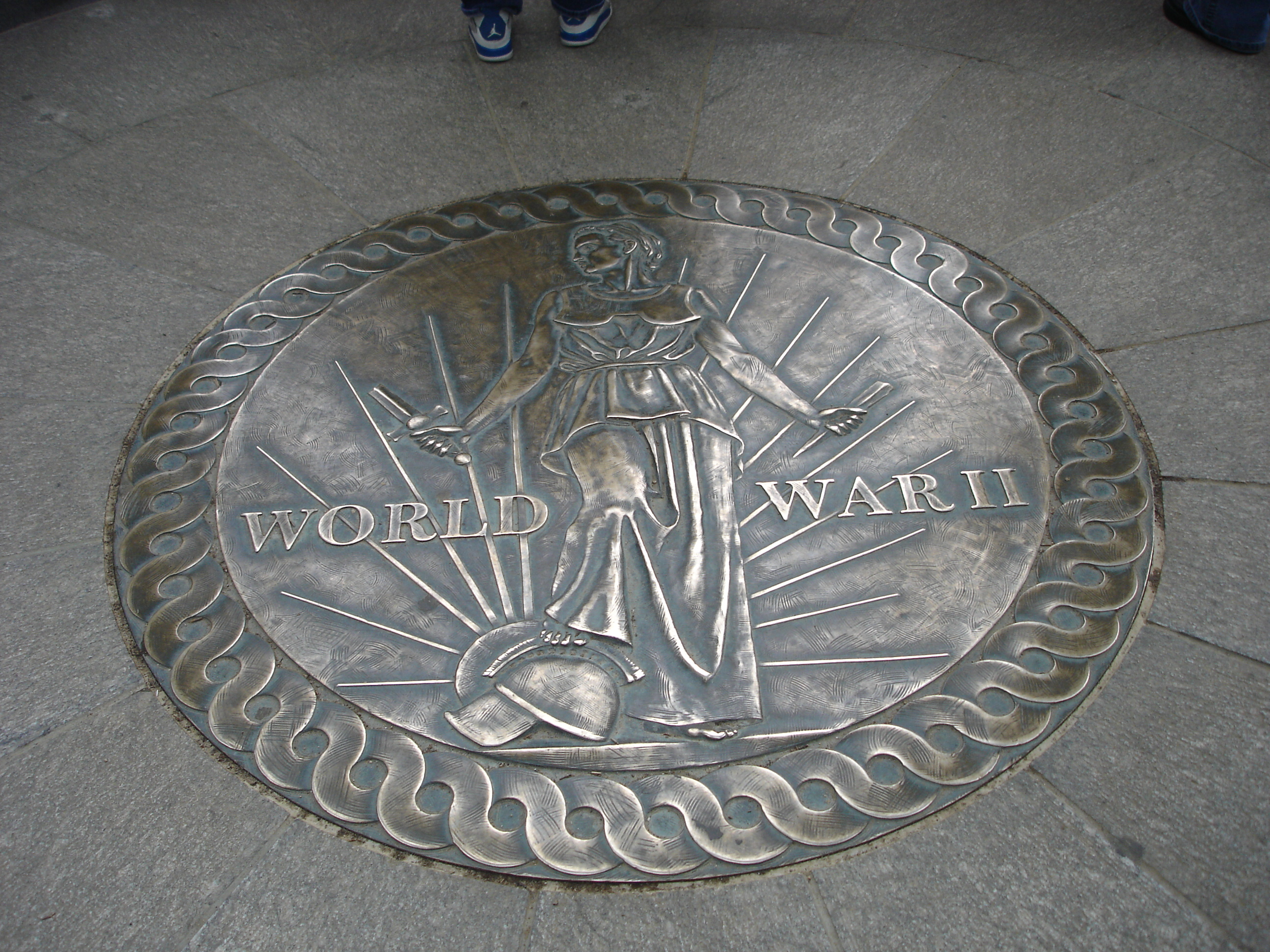
第二次世界大戦記念碑の2つのパビリオンのうちの1つにこの勲章の刻印がある。